# 24 Hours
24 Hours – singel Alexz Johnson z albumu Songs from Instant Star, będący ścieżką dźwiękową pierwszego sezonu kanadyjskiego serialu Gwiazda od zaraz.

## Lista utworów
1. 24 Hours (wersja albumowa)
2. 24 Hours (wersja instrumentalna)
3. Criminal (wersja albumowa)

## Pozycje
| Rok  | Album                       | Państwo    | Pozycja |
| ---- | --------------------------- | ---------- | ------- |
| 2006 | Songs From the Instant Star | Szwajcaria | #25     |
| 2006 | Songs From the Instant Star | Niemcy     | #60     |